# Geschichte der Sozialversicherung in Deutschland
Die Geschichte der Sozialversicherung in Deutschland erstreckt sich vom Deutschen Kaiserreich bis in die Gegenwart. Die deutsche Sozialversicherung ist oft reformiert worden (z. B. Agenda 2010 2003 bis 2005) und oft Objekt politischer Diskussionen gewesen.

## Ursprünge der Sozialversicherungen

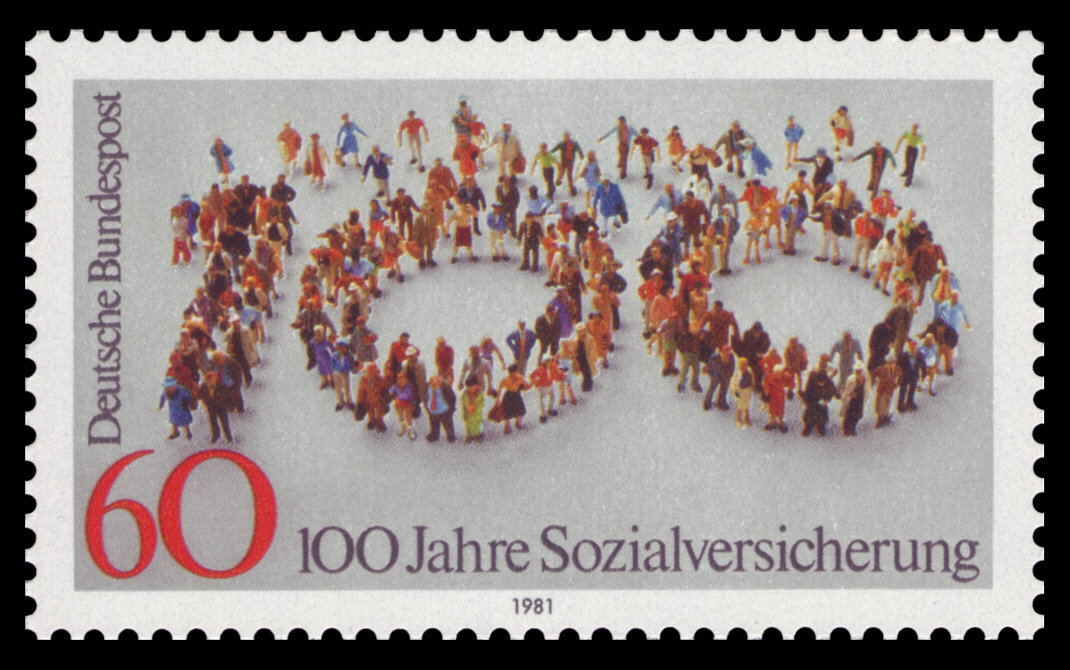
100 Jahre Sozialversicherung: Sonderbriefmarke von 1981

Die Knappschaften als berufsspezifische Versorgungssysteme der Bergleute sind die Vorläufer der heutigen Sozialversicherungen. So sorgte beispielsweise Alexander von Humboldt bereits um das Jahr 1792 mit einer Neuordnung der „Bergbau-Hülfskasse“ für die soziale Absicherung von Bergleuten. Staatliche Systeme entstanden im Deutschen Kaiserreich am Ende des 19. Jahrhunderts. Das Deutsche Kaiserreich war damit weltweit der Vorreiter beim Aufbau von staatlichen Sozialsystemen.

## Tabellen

### Erste Ansätze einer gesetzlichen Versicherung
- 1845, 17. Januar: In Preußen tritt ein Gesetz in Kraft, das die Gründung von Krankenkassen für Arbeiter genehmigt. Dies gilt als der erste Schritt zur Entwicklung der Sozialversicherung. Die Gemeinden können Arbeiter und Gehilfen zum Beitritt in die Kassen zwingen (Versicherungspflicht).
- 1867 Gründung des Kaufmännischen Vereins für Handlungsgehilfen in Barmen, eines der Vorläufer der heutigen Barmer Ersatzkasse.

### Kaiserreich
- 1876, 7. April: Das Hilfskassenwesen wird einheitlich geregelt.

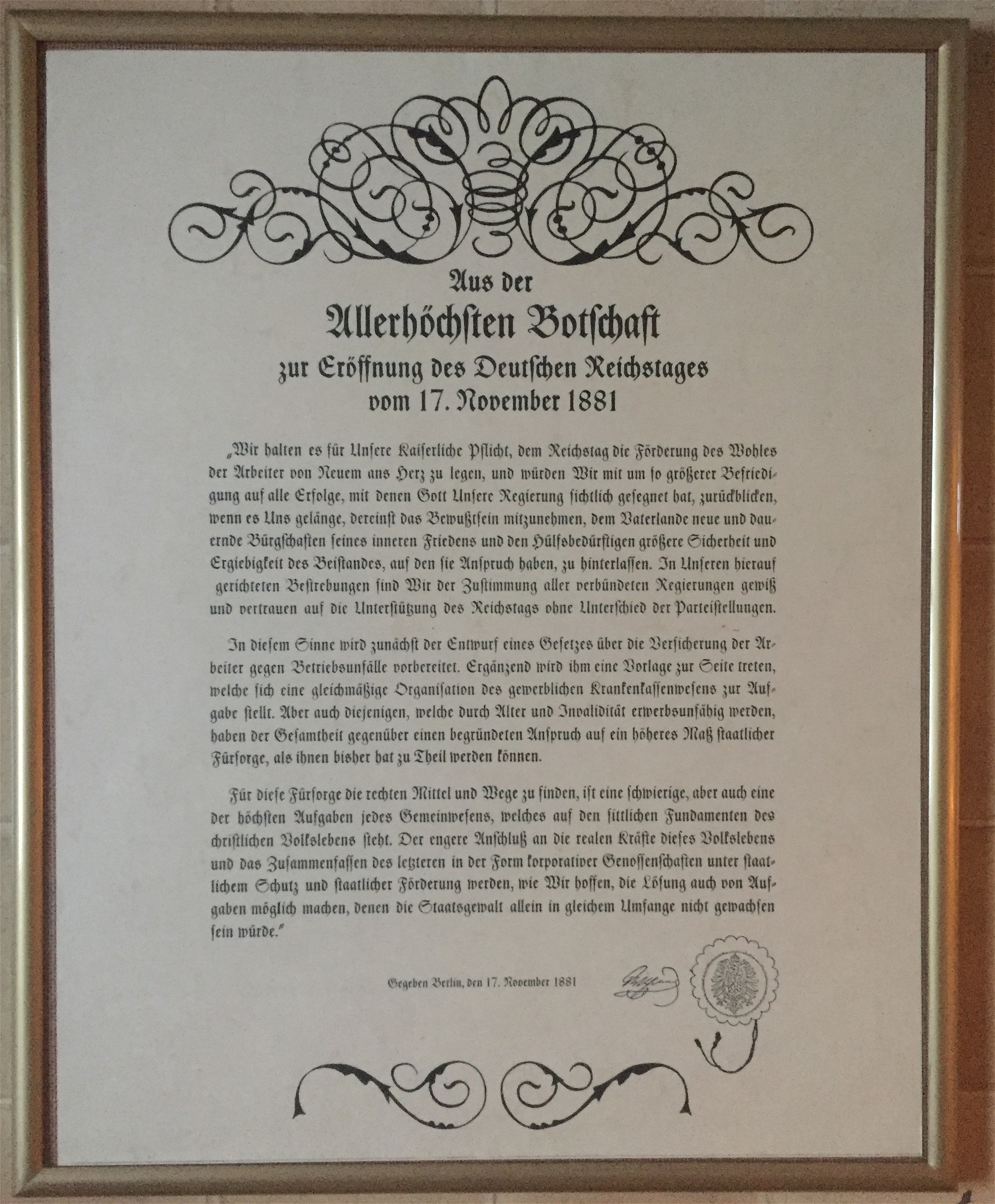
Faksimile der Kaiserlichen Botschaft

- 1881, 17. November: Kaiserliche Botschaft: Wegen des wachsenden Einflusses der Arbeiterbewegung und anderer sozialer Strömungen sieht sich Kaiser Wilhelm I. auf Anraten des Reichskanzlers Otto von Bismarck veranlasst, dessen Auffassung vorzutragen, der Reichstag solle Gesetze zur finanziellen Absicherung der Arbeiter gegen Krankheit, Unfall, Invalidität und Alter beschließen.[1] Er sendet daher zur Eröffnung des deutschen Reichstages am 17. November 1881 die auf Bismarck zurückgehende Kaiserliche Botschaft. In den folgenden Sitzungsperioden verabschiedet der Reichstag mehrere Gesetze zur sozialen Sicherung.
- 1883: Endgültige Trennung zwischen privater Krankenversicherung und gesetzlicher Krankenversicherung durch Reichskanzler Otto von Bismarck.[2]
- 1883, 21. Juni: Das Gesetz, betreffend die Krankenversicherung der Arbeiter (KGV) wird verkündet Gesetz betreffend die Krankenversicherung der Arbeiter im Reichsgesetzblatt [3]

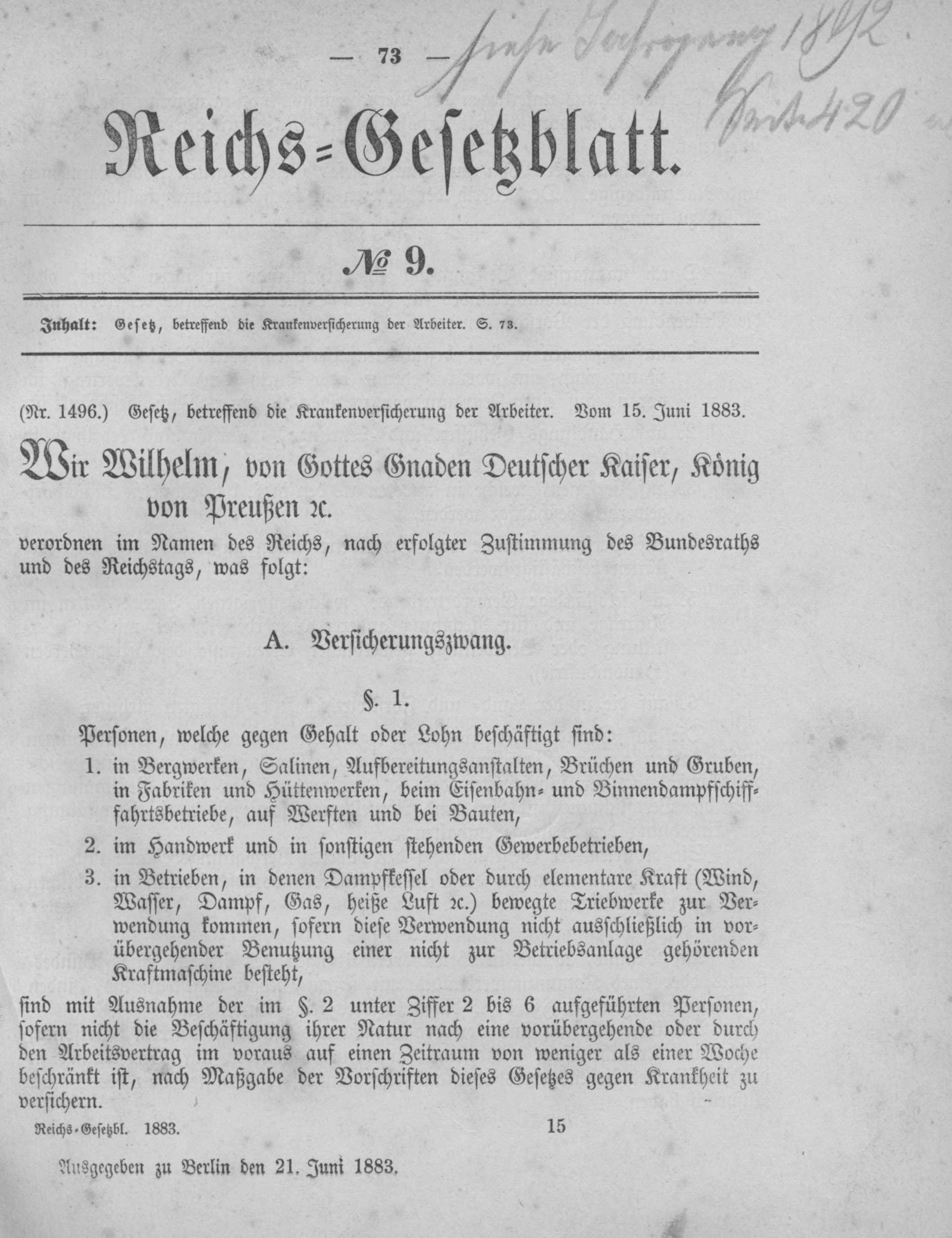
Gesetz betreffend die Krankenversicherung der Arbeiter im Reichsgesetzblatt

- 1884, 1. Dezember: Das Gesetz betreffend die Krankenversicherung der Arbeiter tritt in Kraft. Folgende Leistungen werden eingeführt:
  - Krankengeld ab dem 3. Tag, 50 Prozent bis zu 13 Wochen
  - ärztliche Behandlung, Arznei und Hilfsmittel
  - Krankenhausbehandlung
  - Sterbegeld
  - Wöchnerinnenunterstützung (Mutterschaftshilfe)
Die Beiträge tragen der Arbeitgeber zu 1/3 und Arbeitnehmer zu 2/3. Eine Beitragsbemessungsgrenze wird festgelegt. Träger sind die
    - Ortskrankenkassen (OK),
    - Innungskrankenkassen (IKK),
    - Gemeindekrankenkassen,
    - Hilfskrankenkassen,
    - Betriebskrankenkassen und
    - Baukrankenkassen.
- 1884, 6. Juli: Der Reichstag beschließt das Unfallversicherungsgesetz
- 1885, 28. Mai: Gesetz über die Ausdehnung der Unfall- und Krankenversicherung (RGBl. 1885 S. 159)
- 1885, 1. Oktober: Das Unfallversicherungsgesetz tritt in Kraft.[4] Bei Betriebsunfällen gelten folgende Leistungen:
  - Unfallrenten ab der 14. Woche, die Rentenhöhe ist vom jeweiligen Verdienst abhängig
  - medizinische Heilbehandlung
  - Unfallverhütung: Beweispflicht des Verunglückten entfiel.

Der Arbeitgeber zahlt 100 Prozent der Beiträge. Träger sind die Gewerblichen, Bau-, See-, Land- und Forstwirtschaftlichen Berufsgenossenschaften. In der Folgezeit wurde der Kreis der versicherten Personen sukzessive durch folgende Gesetze erweitert:
- 1886, 5. Mai: Gesetz betreffend die Unfall- und Krankenversicherung der in land- und forstwirtschaftlichen Betrieben beschäftigten Personen (RGBl. 1886 S. 132)
- 1887, 11. Juni: Gesetz betreffend die Unfallversicherung der bei Bauten beschäftigten Personen (RGBl. 1887 S. 287)
- 1887, 13. Juli: Gesetz betreffend die Unfallversicherung der Seeleute und anderer bei der Seeschifffahrt beteiligter Personen (RGBl. 329)
- 1889: Einführung der Alters- und Invalidenversicherung[5]
- 1891, 1. Januar: Das Gesetz, betreffend die Invaliditäts- und Altersversicherung (sog. Klebegesetz) tritt in Kraft.[6][7][8] Die Beiträge tragen zu gleichen Teilen Arbeitgeber und Arbeitnehmer. Zusätzlich gibt es einen Reichszuschuss. Träger sind regionale Versicherungsanstalten für Arbeiter (siehe auch: Landesversicherungsanstalt).
Folgende Leistungen werden festgelegt:
  - Übergangsgeld während medizinischer Heilbehandlung
  - Altersrenten ab dem 70. Lebensjahr
  - Invaliditätsrenten.
- 1900, 30. Juni: Gesetz betreffend die Unfallfürsorge für Gefangene (RGBl. S. 536)
- 1900, 30. Juni: Das Gesetz betreffend die Abänderung der Unfallversicherungsgesetze („Mantelgesetz“) (RGBl. 1900 S. 335) fasst die zwischen 1885 und 1887 erlassenen Gesetze zusammen.
- 1907, 1. Januar: Die Seekasse wird gegründet.
- 1911, 19. Juli: Die Reichsversicherungsordnung (RVO) wird verabschiedet,[9] die von 1914 bis 1991 / 1992 hauptsächlich die deutsche Sozialversicherung regelt und inzwischen weitgehend im Sozialgesetzbuch aufgegangen ist. In ihr sind die früheren Gesetze zusammengefasst und weiterentwickelt. Die wichtigste Neuerung ist die Einführung der Hinterbliebenenrenten. Zudem mussten die Hilfskrankenkassen eine Zulassung als Ersatzkasse beantragen und dazu mindestens 1.000 Versicherte vorweisen.
- 1911, 20. Dezember: Mit dem „Versicherungsgesetz für Angestellte“ (VGfA) wird die Reichsversicherungsanstalt für Angestellte (RfA) geschaffen. Danach erhalten Angestellte eine Altersrente ab dem 65. Lebensjahr und Witwen – ohne Rücksicht auf ihre Arbeitsfähigkeit und ihr Alter – 40 Prozent der Altersrente ihres verstorbenen Ehegatten. Die Angestellten waren damals eine eigenständige soziale Gruppe zwischen den Arbeitern und den Beamten.
- 1911: Mit der Reichsversicherungsordnung (RVO) werden Krankenversicherung, Unfallversicherung und Rentenversicherung zu einem einheitlichen Gesetzwerk zusammengefasst. Durch die RVO dehnte sich die Versicherungspflicht auf Dienstboten, Waldarbeiter sowie beschäftigte der Land- und Forstwirtschaft aus.
- 1914: Inkrafttreten des Krankenversicherungsrechts der RVO. Bis zum Inkrafttreten des Gesundheitsreformgesetzes 1989 ist die RVO die entscheidende Rechtsgrundlage.
- 1916: Das Renteneintrittsalter für Arbeiter wird von 70 auf 65 Jahre herabgesetzt.

### Weimarer Republik
- 1918: Die Verordnung über Erwerbslosenfürsorge vom 13. November 1918 verpflichtet die Kommunen zu einer zeitweisen, existenzsichernden finanziellen Unterstützung kriegsbedingt erwerbslos Gewordener, die auf Basis einer Bedürftigkeitsprüfung gewährt wurde.[10] Frauen stand Arbeitslosenunterstützung nur dann zu, wenn sie „erwerbsbedürftig“ waren, was bedeutete, dass sie nicht durch einen (in der Regel männlichen) Ernährer versorgt waren. Kehrten frühere Ernährer etwa aus Kriegsgefangenschaft zurück, erloschen die Ansprüche weiblicher Personen. Die Ansprüche für Jugendliche waren auf 50 bis 60 Prozent der für ältere Personen üblichen Beträge limitiert.[11]
- 1921 bis 1923 – Durch die Hyperinflation verliert die deutsche Rentenversicherung fast ihr gesamtes Vermögen.
- 1924, 28. Mai: Das Angestelltenversicherungsgesetz tritt an die Stelle des VGfA.
- 1925: Ausdehnung der Unfallversicherung auf gewerbliche Berufskrankheiten
- 1927, 1. Oktober: Das Gesetz über Arbeitsvermittlung und Arbeitslosenversicherung tritt in Kraft.
- 1929: die „Schwere Staublungenerkrankungen (Silikose)“ wird in der Zweiten BKV vom 11. Februar 1929 als Berufskrankheit anerkannt.

### Nationalsozialismus
- 1933–1945: Während des Nationalsozialismus wird der Aufbau der Krankenkassen in Organisation, Finanzierung und Aufsicht grundlegend geändert. Die Selbstverwaltung wird abgeschafft.
- 1935, 1. Januar: Gründung der Reichsbahnversicherungsanstalt
- 1936: Die Ersatzkassen dürfen keine freiwillig Versicherten mehr aufnehmen und überführen diese in ausgegründete Versicherungsvereine auf Gegenseitigkeit.[12] Dies ist der Beginn mehrerer Unternehmen der privaten Krankenversicherung.
- 1938, 21. Dezember: Das Handwerker-Versorgungs-Gesetz (HVG) beinhaltet die Versicherungspflicht für selbständige Handwerker.
- 1938: Gründung des Reichsverbandes Deutscher Rentenversicherungsträger (VDR)
- 1941, 1. August: Alle Rentner werden in die Krankenversicherung übernommen und sind seitdem automatisch krankenversichert. Bis zum 1. Januar 1983 zahlen alle Rentner einen Pauschalbetrag.
- 1941: Aufhebung der Rentenkürzungen von 1933.
- 1941: Einführung des Lohnabzugsverfahrens anstelle des Beitragsmarkenverfahrens
- 1941, 21. Oktober: Richtsatz-Erlass für das Existenzminimum
- 1942: Anspruch geschiedener Partner auf Hinterbliebenenrente
- 1942, 9. März: Alle Arbeitnehmer sind fortan in der gesetzlichen Unfallversicherung versichert[13]

### Seit 1949

#### Bundesrepublik Deutschland
- 1949, 17. Juni: Einführung der paritätischen Beitragszahlung zur Krankenversicherung[14]
- 1951, 22. Februar: Wiederherstellung der Selbstverwaltung der Sozialversicherungsträger
- 1953: Erste Sozialwahl zur Besetzung der Selbstverwaltungsorgane der Versicherungsträger
- 1953, 7. August: Die neugegründete Bundesversicherungsanstalt für Angestellte (BfA) als Nachfolgerin der RfA wird in West-Berlin errichtet
- 1956, 16. April: Die Arbeitslosenhilfe wird eingeführt[15]
- 1957, 1. Januar: Rentenreform: Sie hat grundlegende Bedeutung. Die Rentenversicherung wird zu einem auf dem Generationenvertrag beruhenden lohnbezogenen und beitragsbezogenen Versicherungssystem ausgebaut, nachdem sie zuvor eher ein Zubrot zur familiären Versorgung gewesen war. Das Kernstück der Reform ist die Einführung der Dynamik. Die neue Rentenformel beruht auf dem Grundsatz: „Die Renten folgen den Bruttolöhnen“. Diese Dynamisierung war in Politik und Gesellschaft umstritten. Wichtigstes Gegenargument waren Befürchtungen, dass die höhere Rente eine Inflation auslösen würde. Die SPD versucht eine Alterssicherung durchzusetzen, die Selbstständige, Arbeiter und höhere Angestellte weitgehend gleich behandelt. Wichtigster Befürworter der Rentenreform ist Bundeskanzler Konrad Adenauer. Diese Rentenreform wurde vorbereitet durch die so genannte Rothenfelser Denkschrift, ein 1955 erschienenes wissenschaftliches Gutachten der Professoren Hans Achinger, Joseph Höffner, Hans Muthesius und Ludwig Neundörfer. Die Denkschrift hatte die Neuordnung der sozialen Leistungen zum Inhalt und war auf Wunsch von Adenauer erstellt worden.
- 1957, 1. Oktober: Die Alterssicherung der Landwirte wird eingeführt.
- 1958: Ersatzkassen in West-Berlin werden zugelassen.
- 1960: Ersatzkassen im Saarland werden zugelassen.
- 1963: Das Gesetz zur Neuregelung des Rechts der gesetzlichen Unfallversicherung (Unfallversicherungs-Neuregelungsgesetz – UVNG) vom 30. April 1963 (BGBl. I S. 241) wird verkündet.
- 1968: Finanzänderungsgesetz → Letzte Möglichkeit der Befreiung aus der gesetzlichen Rentenversicherung für Arbeitnehmer
- 1969, 1. Juli: Das Arbeitsförderungsgesetz (AFG) tritt in Kraft
- 1969, 1. August: Errichtung der Bundesknappschaft
- 1970–1976: Durch den wirtschaftlichen Aufschwung stehen Änderungen im Krankenversicherungsrecht an. Zu diesen zählten unter anderem das Leistungsverbesserungsgesetz und das Rehabilitationsgesetz von 1974. Zu dieser Zeit erweiterte sich der Kreis der Versicherten um Selbstständige Landwirte, Studenten, Behinderte in geschützten Einrichtungen sowie Künstler und Publizisten (= Journalisten, Wissenschaftler und Schriftsteller).
- 1971, 1. April: Die Unfallversicherung wird auf Kindergartenkinder, Schüler und Studenten ausgedehnt[16]
- 1972: Das Rentenreformgesetz (RRG 1972) öffnet die Rentenversicherung für Selbständige und Hausfrauen, die flexible Altersgrenze wird eingeführt.
- 1972, 1. Oktober: Durch das Gesetz zur Weiterentwicklung des Rechts der gesetzlichen Krankenversicherung (Gesetz über die Krankenversicherung der Landwirte – KVLG) werden die landwirtschaftlichen Krankenkassen errichtet.
- 1975: Beginn der schrittweisen Erarbeitung des Sozialgesetzbuchs
- 1976, 1. Januar: Das SGB I tritt in Kraft
- 1977: Einführung der Geringfügigkeitsgrenze
- 1977–1983: Mit der Einführung von Kostendämpfungsgesetzen soll den Leistungsausgaben, die auf Grund der Vergrößerung des versicherungspflichtigen Kreises entstehen, entgegengewirkt werden.
- 1983, 1. Januar: Einführung des auch für Lohnempfänger üblichen hälftigen prozentualen Krankenversicherungsbeitrages für Rentner mit besonderer Bemessungsgrenze
- 1984: Stärkere Einbeziehung der sogenannten Einmalzahlungen in die Beitragspflicht sowie Beitragspflicht auf das Krankengeld sowie Erweiterung der Voraussetzungen für die Leistung von Erwerbsunfähigkeitsrenten und Berufsunfähigkeitsrenten
- 1986, 1. Januar: Einführung der Kindererziehungszeiten und Neuordnung des Hinterbliebenenrechts in der Rentenversicherung
- 1989, 1. Januar: Die Krankenversicherung wird durch das Gesundheitsreformgesetz als fünftes Buch in das Sozialgesetzbuch eingegliedert. Die wesentlichen Neuerungen sind unter anderem Leistungen zur Förderung der Gesundheit, zur Früherkennung von Krankheiten, die Leistung bei Schwerpflegebedürftigkeit und die Kostenerstattung bei kieferorthopädischen Behandlungen.
- 1991, 1. Januar: Nach dem Mauerfall in Berlin gelten auf Grund des Einigungsvertrags die Krankenversicherungsrechte auch in den neuen Bundesländern.
- 1992, 1. Januar: Regelung der Rentenversicherung nach SGB VI, zugleich Kopplung der Entwicklung der Renten an die Nettolöhne und -gehälter statt bisher an die Bruttolöhne und -gehälter
- 1993, 1. Januar: Das Gesetz zur Sicherung und Strukturverbesserung der gesetzlichen Krankenversicherung tritt in Kraft, dessen Kern die Organisationsreform der gesetzlichen Krankenversicherung ist. Ziel ist, bei Erhaltung des gegliederten Versicherungssystems mehr Beitragsgerechtigkeit für die Versicherten und mehr Wettbewerb zwischen den Krankenkassen. Die Einführung der Wahlfreiheit der Krankenkasse für alle Mitglieder ab 1996 sowie der Risikostrukturausgleich zählt zu den wichtigsten Neuerungen.
- 1995: Die Etablierung der gesetzlichen Pflegeversicherung schließt eine große Lücke der sozialen Versorgung. Rund 80 Millionen Menschen in der Bundesrepublik haben damit erstmals einen Versicherungsschutz im Falle der Pflegebedürftigkeit.
- 1997, 1. Januar: Das Gesetz zur Beitragsentlastung für die gesetzliche Krankenversicherung tritt in Kraft.
- 1997, 10. Oktober: Der demografische Faktor wird eingeführt[17], zum 1. Januar 1999, jedoch vor dem Inkrafttreten wieder aufgehoben
- 2000–2014: Unterschiedliche Gesetze zur Reform der gesetzlichen Krankenversicherung, mit dem Ziel, die Gesundheitsversorgung wirtschaftlicher und qualitätsgesicherter zu gestalten, treten in Kraft. Zu den Regelungsbereichen zählten unter anderem die Stärkung der hausärztlichen Versorgung, die Qualitätssicherung, das Finanzierungssystem in der stationären Versorgung sowie diverse Einzelmaßnahmen im Mitgliedschafts-, Beitrags- und Organisationsrecht. Die wichtigste Neuregelung war die am 1. April 2007 eingeführte Allgemeine Krankenversicherungspflicht (unabhängig vom jeweiligen Beschäftigungsstatus). Nachdem für das Jahr 2008 immer noch eine fast unveränderte Zahl von nichtversicherten Menschen – geschätzte 200.000 Bundesbürger – festgestellt worden war, wurde dieses Gesetz ab 1. Januar 2009 auch auf alle bis dahin Nichtversicherten ausgeweitet, die bei einer Wiederversicherung mit Strafbeiträgen zu rechnen hatten.[18] Ab dem 31. Dezember 2013 trat das Gesetz zur Beseitigung sozialer Überforderung bei Beitragsschulden in der Krankenversicherung in Kraft, nach dem die gesetzlichen Krankenkassen die Beitragsschulden für den Nacherhebungszeitraum auf das Niveau einer wesentlich günstigeren Anwartschaftsversicherung senken können (nach § 256a SGB V).[19]
- 2004, 1. Januar: Das Sterbegeld wird aus dem Leistungskatalog der gesetzlichen Krankenversicherung herausgestrichen
- 2004, 1. August: Der Nachhaltigkeitsfaktor wird eingeführt[20]
- 2005, 1. Oktober: Die Bundesknappschaft, die Seekasse und die Bahnversicherungsanstalt werden zur Deutschen Rentenversicherung Knappschaft-Bahn-See zusammengeschlossen